# Criza dintre Venezuela și Guayana din 2023
Disputa teritorială de lungă durată asupra regiunii Guayana Esequiba a escaladat într-o criză în 2023. Regiunea este controlată de Guyana, dar este revendicată de Venezuela. Disputa datează de mulți ani și actuala graniță a fost stabilită prin sentința arbitrală de la Paris din 3 octombrie 1899. Venezuela a făcut o nouă cerere în 1962, iar chestiunea a fost trimisă Curții Internaționale de Justiție (CIJ) în 2018.
În anii 2010, au fost descoperite în larg rezerve semnificative de petrol, ceea ce a dus la creșterea mizei disputei. În septembrie 2023, Guyana a acordat licențe de foraj în apele aflate în litigiu. În decembrie 2023, Venezuela a organizat un referendum intern în care a întrebat dacă regiunea ar trebui să devină un stat federal al Venezuelei și populația sa să devină cetățeni, printre alte întrebări. Cu toate că participarea la vot a fost scăzută, Guvernul Venezuelei a declarat că rezultatele au arătat un sprijin copleșitor pentru o astfel de acțiune. Venezuela a luat apoi măsuri suplimentare pentru a-și susține afirmația, cum ar fi publicarea hărților care arată teritoriul anexat țării și anunțarea planurilor de dezvoltare a regiunii.
Ca răspuns la acțiunile Venezuelei, alte țări au susținut poziția Guyanei, inclusiv Brazilia, Marea Britanie și SUA. Brazilia a trimis trupe la granița sa cu regiunea, iar SUA au efectuat exerciții militare cu Guyana. CIJ a avertizat Venezuela să nu desfășoare nicio acțiune directă în regiune, deoarece un proces este programat pentru începutul anului 2024, iar grupul regional Mercosur a îndemnat părțile să găsească o soluție pașnică.

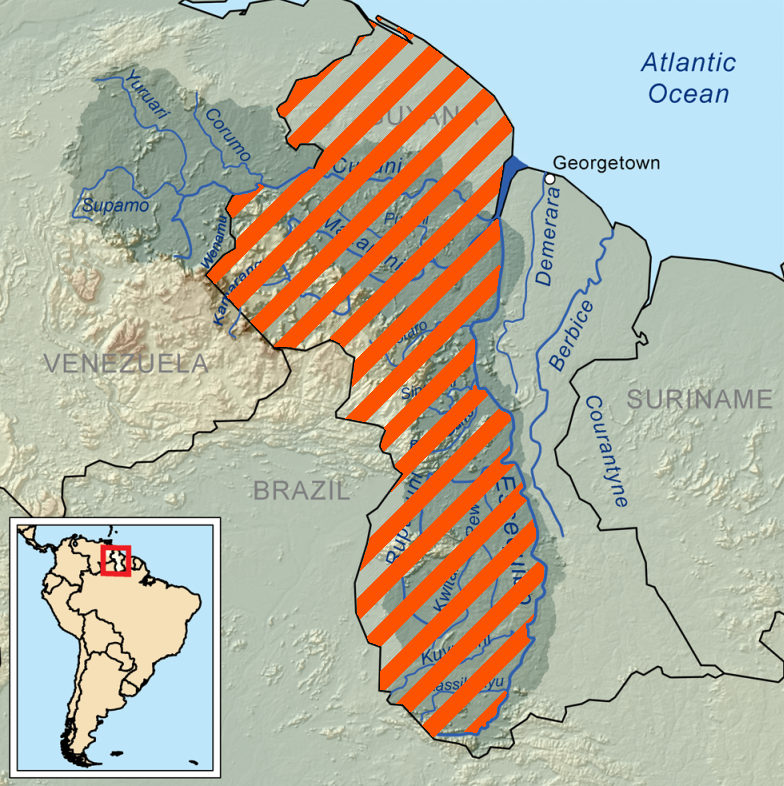
Zona hașurată reprezintă aria pretinsă de către Venezuela

La 14 decembrie 2023, Ralph Gonsalves⁠(d), prim-ministrul din Sfântul Vincențiu și Grenadinele, a găzduit o întâlnire a liderilor Guyanei și Venezuelei, ca o inițiativă a Comunității Statelor Latino-Americane și Caraibiene, pe care o conduce în prezent. Au participat și oficiali din Comunitatea Caraibelor, Brazilia, Columbia și Organizația Națiunilor Unite. Liderii au fost de acord să nu folosească forța și să nu intensifice tensiunea. O declarație comună a spus că ambele țări vor soluționa disputa în conformitate cu dreptul internațional, în ciuda faptului că Venezuela nu recunoaște jurisdicția CIJ. Sunt așteptate noi discuții în Brazilia în termen de trei luni.